# 나는 별 일 없이 산다
《나는 별 일 없이 산다》는 MBC에서 2010년 5월 26일부터 2010년 6월 9일까지 방영되었던 드라마이다. 6월 2일은 대한민국 제5회 지방선거 개표 방송으로 결방되었다.

## 등장 인물
- 신정일 : 신성일
- 황세리 : 하희라
- 신병대 : 김인권
- 공여사 : 김창숙
- 채봉미 : 안선영
- 모인숙 : 원종례
- 공사장 : 김한국
- 진보라 : 황효은
- 도박사 : 박규점
- 염변호사 : 신귀식
- 홍원장 : 이문수

## 제작진
- 기획 : 김사현
- 프로듀서 : 장재훈
- 각본 : 이정란
- 연출 : 임화민

## 시청률
아래는 시청률로, 빨간색 수치는 최고 시청률, 파란색 수치는 최저 시청률을 나타낸다.
| 2010년      | 2010년      | 2010년         | 2010년       | 2010년         | 2010년       |
| 회차        | 방송일      | TNmS 시청률    | TNmS 시청률  | AGB 시청률     | AGB 시청률   |
| 회차        | 방송일      | 대한민국(전국) | 서울(수도권) | 대한민국(전국) | 서울(수도권) |
| ----------- | ----------- | -------------- | ------------ | -------------- | ------------ |
| 제1회       | 5월 26일    | 6.3%           | 7.8%         | 8.0%           | 9.5%         |
| 제2회       | 5월 27일    | 6.9%           | 8.0%         | 6.8%           | 7.9%         |
| 제3회       | 6월 3일     | 7.9%           | 8.1%         | 8.8%           | 8.6%         |
| 제4회       | 6월 9일     | 7.7%           | 8.0%         | 7.8%           | 8.1%         |
| 평균 시청률 | 평균 시청률 | 7.2%           | 8.0%         | 7.9%           | 8.5%         |